# Tay Gowan
Tay Gowan (Covington, 7 gennaio 1998) è un giocatore di football americano statunitense che milita nel ruolo di cornerback per i Minnesota Vikings della National Football League (NFL).

## Carriera

### Arizona Cardinals
Gowan al college giocò a football a Miami, al Butler Community College e a UCF. Fu scelto nel corso del sesto giro (223º assoluto) nel Draft NFL 2021 dagli Arizona Cardinals.

### Philadelphia Eagles
Gowan fu scambiato, assieme a una scelta del quinto giro del Draft NFL 2022, con i Philadelphia Eagles per il tight end Zach Ertz il 15 ottobre 2021. La sua stagione da rookie si concluse con 2 presenze e un tackle.

### Minnesota Vikings
Il 1º settembre 2022 Gowan firmò con la squadra di allenamento dei Minnesota Vikings.